# William Tuke

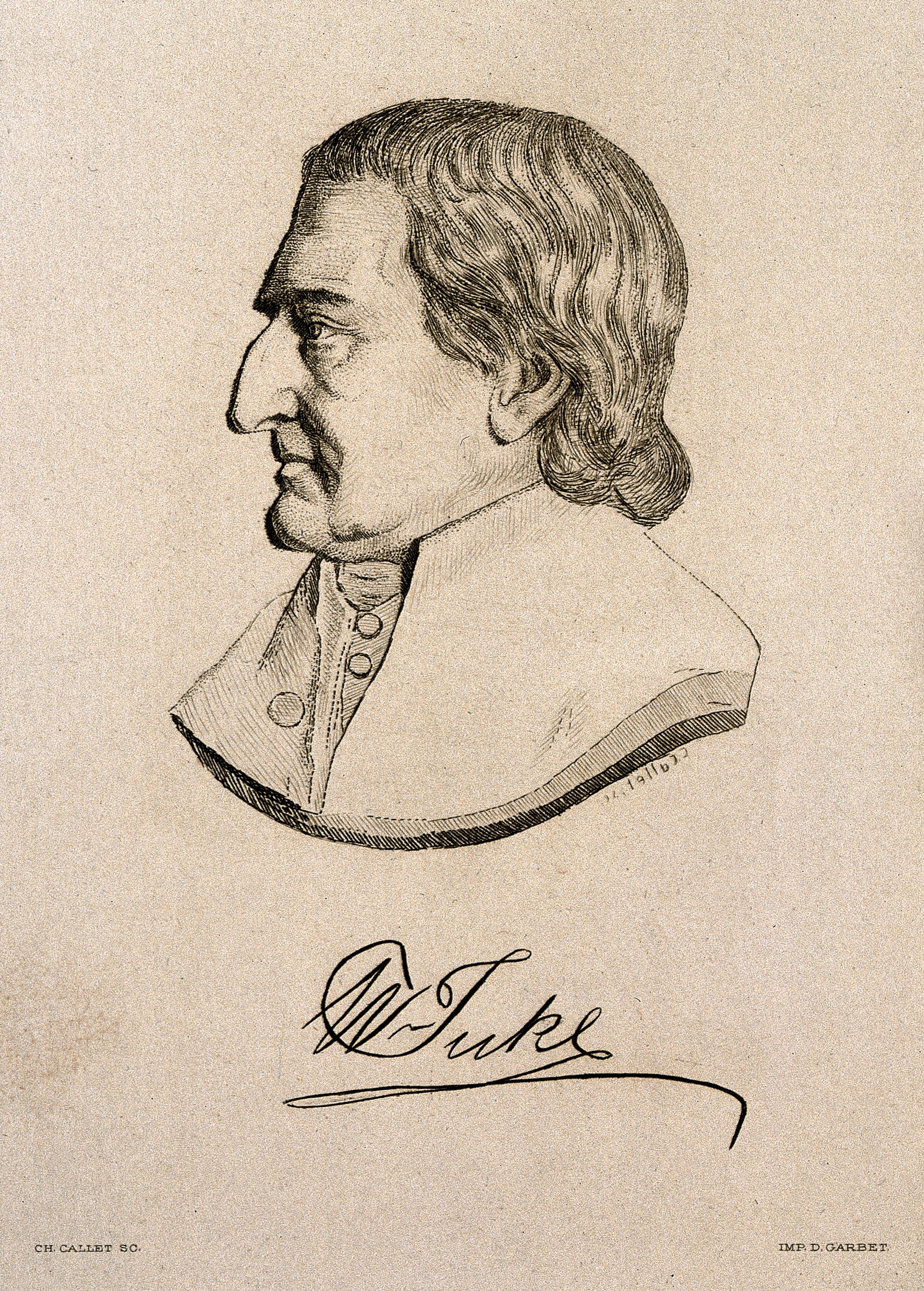
William Tuke

William Tuke (geboren 24. März 1732 in York; gestorben 1822) war ein englischer Geschäftsmann, Philanthrop und Gründer des psychiatrischen Hospitals Retreat (Zuflucht) in York.
Tuke wurde in eine bekannte Quäker-Familie hineingeboren. Er war schon früh im Handel mit Tee und Kaffee tätig. Als eine Angehörige seiner Gemeinde qualvoll in einem Heim in York umkam, überzeugte er die Society of friends im Frühjahr 1792, die Unterbringung psychiatrischer Patienten zu reformieren: Befreiung von den Ketten, schönere Umgebung, bessere Ernährung und Beschäftigungstherapie. Sein Sohn Henry (1755–1814), dessen Sohn Samuel (1784–1857) sowie dessen Söhne James Hack Tuke (1819–1896) und Daniel Hack Tuke (1827–1895) wurden ebenfalls Mediziner.